# Вемблі-парк (станція метро)

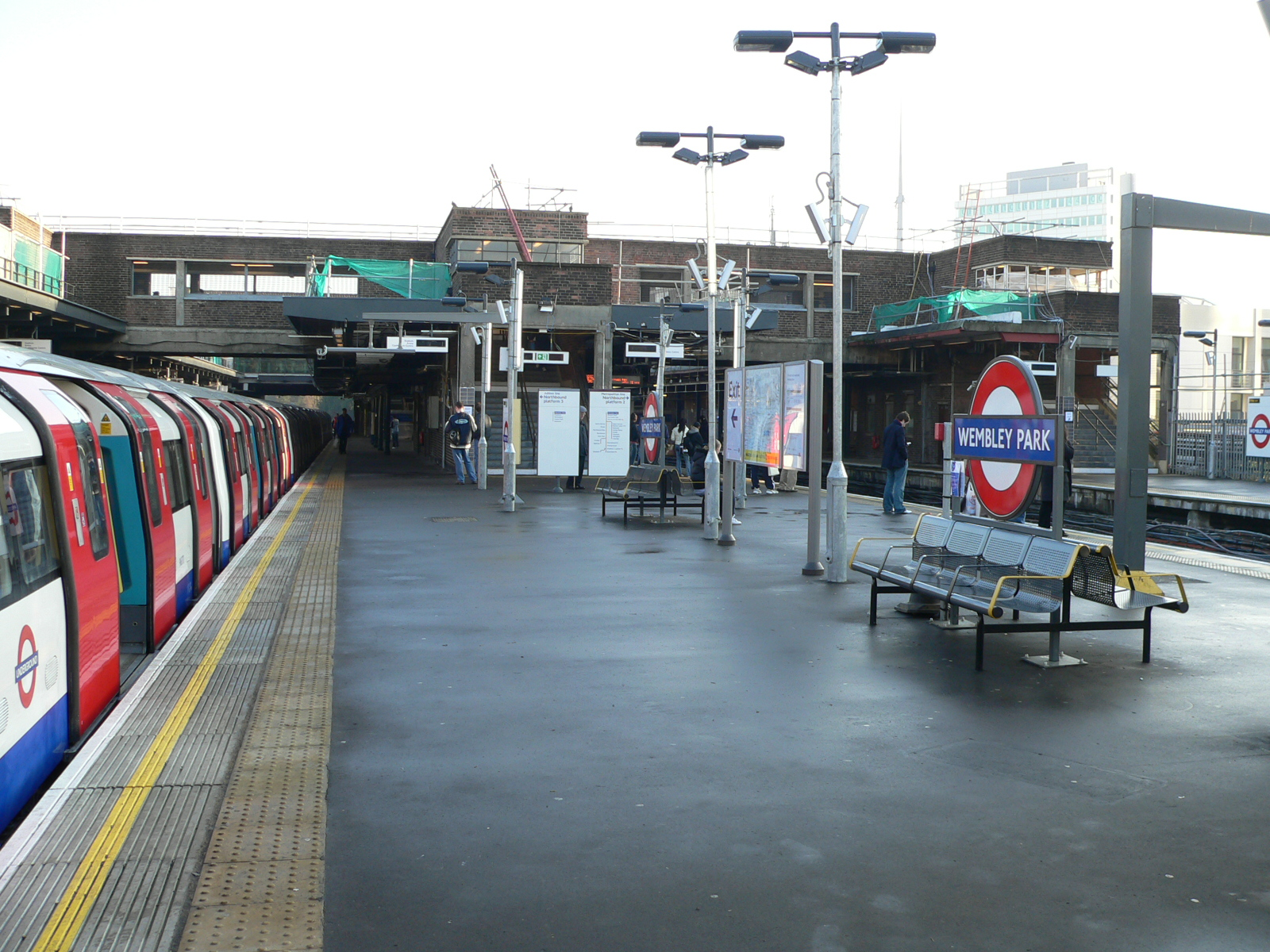
Платформа метростанції Вемблі-парк

51°33′49″ пн. ш. 0°16′46″ зх. д. / 51.563611° пн. ш. 0.279444° зх. д.
Вемблі-парк (англ. Wembley Park) — станція Лондонського метро, розташована у Вемблі-парк на північному заході Лондону, на лінії Джубилі між станціями Кінгсбері та Нісден на лінії Метрополітен — Фінчлі-роуд та Престон-роуд або Герроу-он-те-гілл. Станція розташована у 4-й тарифній зоні. У кроковій досяжності розташовані стадіон Вемблі та Вемблі Арена. Пасажирообіг на 2017 рік — 16.58 млн осіб..

## Історія
- 14. жовтня 1893 — відкриття станції у складі Metropolitan Railway (сьогоденна Лінія Метрополітен), обмежений трафік[3]
- 12. травня 1894 — відкриття повного трафіку
- 20. листопада 1939 — відкриття платформ лінії Бейкерлоо[4]
- 1. травня 1979 — припинення трафіку лінії Бейкерлоо, початок трафіку лінії Джубилі[5]

## Пересадки
На автобуси оператора London Buses маршрутів: 83, 182, 206, 223, 245, 297